# Augustus L. Perrill
Augustus Leonard Perrill (* 20. Januar 1807 bei Moorefield, Hardy County, Virginia; † 2. Juni 1882 bei Circleville, Ohio) war ein US-amerikanischer Politiker. Zwischen 1845 und 1847 vertrat er den Bundesstaat Ohio im US-Repräsentantenhaus.

## Werdegang
Im Jahr 1816 zog der im heutigen West Virginia geborene Augustus Perrill mit seinen Eltern in das Madison Township im Pickaway County in Ohio, wo er die lokalen Schulen besuchte. Danach unterrichtete er für einige Zeit in Circleville als Lehrer. Später betätigte er sich in der Landwirtschaft. Im Jahr 1833 wurde er stellvertretender Sheriff und von 1834 bis 1837 Sheriff in seinem Heimatbezirk. Gleichzeitig schlug er als Mitglied der Demokratischen Partei eine politische Laufbahn ein. Von 1839 bis 1841 war er Abgeordneter im Repräsentantenhaus von Ohio.
Bei den Kongresswahlen des Jahres 1844 wurde Perrill im neunten Wahlbezirk von Ohio in das US-Repräsentantenhaus in Washington, D.C. gewählt, wo er am 4. März 1845 die Nachfolge von Elias Florence antrat. Da er im Jahr 1846 nicht bestätigt wurde, konnte er bis zum 3. März 1847 nur eine Legislaturperiode im Kongress absolvieren. Diese war von den Ereignissen des Mexikanisch-Amerikanischen Krieges geprägt.
Nach dem Ende seiner Zeit im US-Repräsentantenhaus arbeitete Augustus Perrill wieder in der Landwirtschaft. Zwischen 1858 und 1863 gehörte er dem Senat von Ohio an; von 1865 bis 1867 war er nochmals Abgeordneter im Repräsentantenhaus dieses Staates. Er starb am 2. Juni 1882 auf seiner Farm nahe Circleville.